# Broken Glass Heroes
Broken Glass Heroes was een indieband uit Antwerpen opgericht door Tim Vanhamel en Pascal Deweze (van o.a Metal Molly). Ze maakten de soundtrack Let's not fall apart voor het programma Benidorm Bastards. Het lied werd opgepikt door Studio Brussel en Radio 1. Ze brachten poprock met een sterke jaren 60 vibe zoals The Beatles en The Beach Boys.

## Discografie

### Albums
| Album met hitnotering(en) in de Vlaamse Ultratop 200 albums | Datum van verschijnen | Datum van binnenkomst | Hoogste positie | Aantal weken | Opmerkingen |
| ----------------------------------------------------------- | --------------------- | --------------------- | --------------- | ------------ | ----------- |
| Grandchildren of the revolution                             | 18-09-2010            | 25-09-2010            | 10              | 6            |             |

### Singles
| Single met hitnotering(en) in de Vlaamse Ultratop 50 | Datum van verschijnen | Datum van binnenkomst | Hoogste positie | Aantal weken | Opmerkingen |
| ---------------------------------------------------- | --------------------- | --------------------- | --------------- | ------------ | ----------- |
| Let's not fall apart                                 | 2010                  | 04-09-2010            | 49              | 1            |             |
| Baby don't worry                                     | 2010                  | 25-09-2010            | tip19           |              |             |
| Delphonic                                            | 19-04-2010            | 08-10-2010            | tip47           |              |             |